# Église de la Paix de Nõmme
L'église de la Paix à Nõmme (estonien : Nõmme Rahu kirik) est une église évangélique luthérienne située dans l'arrondissement de Nõmme à Tallinn en Estonie,.

## Histoire
En 1901, Nikolai von Glehn construisit un atelier sur le site actuel de l'église, dont l'architecte était Friedrich Wendach. Trois ans plus tard, Nikolai von Glehn cède le bâtiment de la fonderie en faillite à la congrégation des Frères moraves et en fait don avec le terrain à l'église en 1913, la congrégation n'en devient propriétaire qu'en 1927.
Des services luthériens y ont lieu depuis 1913.
Sous la direction de J. Rosenvald, le bâtiment fut transformé en église en 1913. Le clocher de l'église a été achevé en 1918, les cloches du clocher ont été installées en 1919 et l'éclairage électrique a été installé en 1921. En 1923, l'intérieur de l'église est rénové. En 1924, l'église a été consacrée comme église commémorative du traité de paix de Tartu et a été nommée « Église de la paix » en mémoire du traité de paix de Tartu signé entre la Russie soviétique et la république d'Estonie le 2 février 1920. 
En 1931, le bâtiment a été rénové selon les plans de l'architecte Friedrich Wendach . 
Une voûte et un balcon d'orgues ont été construits, le sol a été remplacé. 
Dans la nef qui mesure 5,6 mètres de haut, il y a vingt vitraux. Dans le chœur, il y a deux vitraux (côtés sud-est et nord-ouest). 
Un toit en tôle a été installé, l'ancien chœur, la salle paroissiale et la sacristie à l'intérieur de l'église ont été démolis.  
Lors de la rénovation suivante de 1979-1982, l'intérieur de l'église a été modifié (planches verticales laquées), le système d'électricité et de chauffage a été modernisé. En 1990, un orgue fabriqué par le maître de Tartu Ernst Kessler en 1844 a été apporté à l'église depuis la maison de prière de la congrégation fraternelle de Võnnu.
En 2014, le système de chauffage a été à nouveau reconstruit. Une importante restauration a eu lieu à l'intérieur de l'église en 2017 avec le soutien de la ville de Tallinn.
L'église a été reconnue monument historique en 1995.

## Galerie

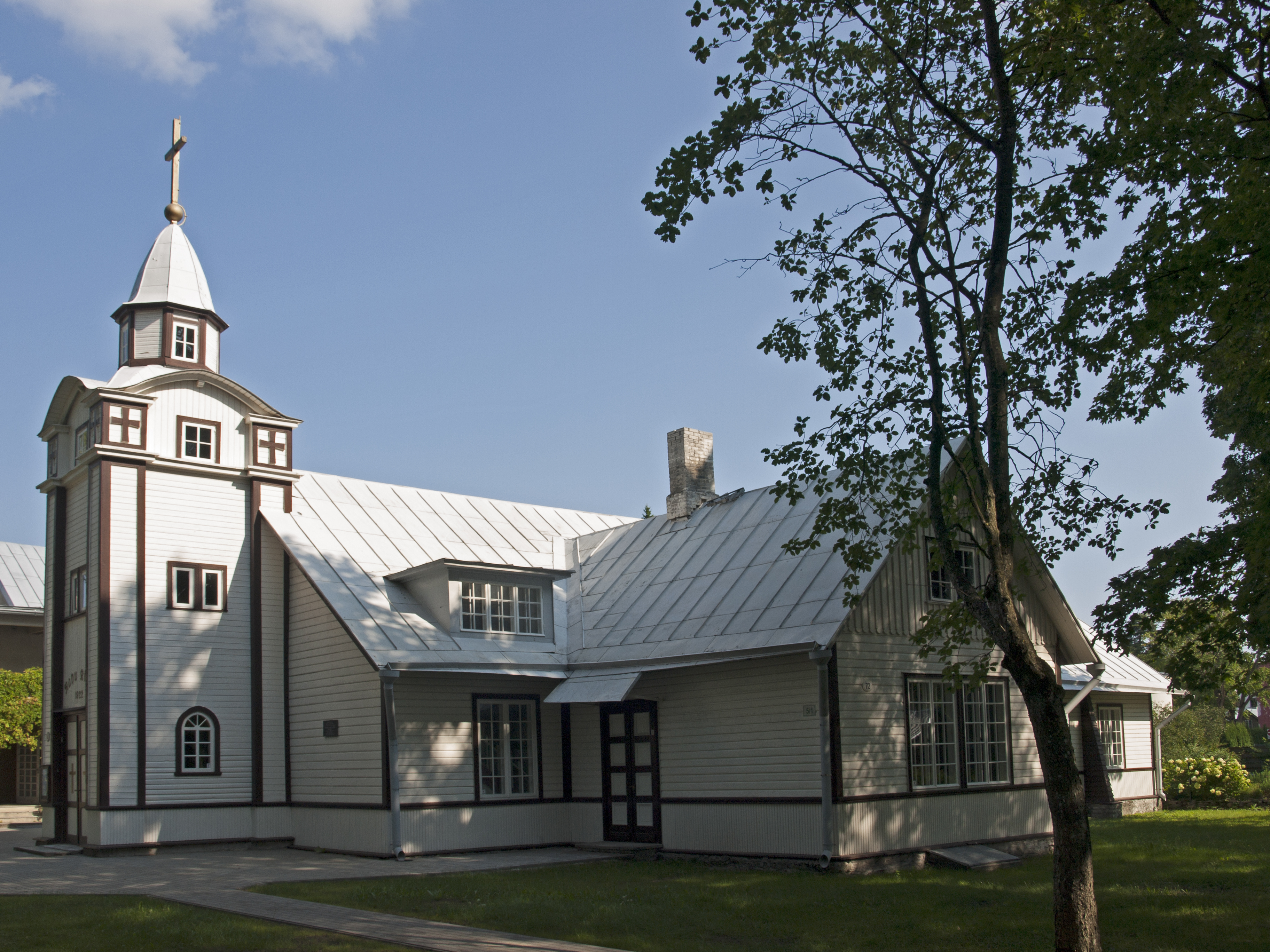
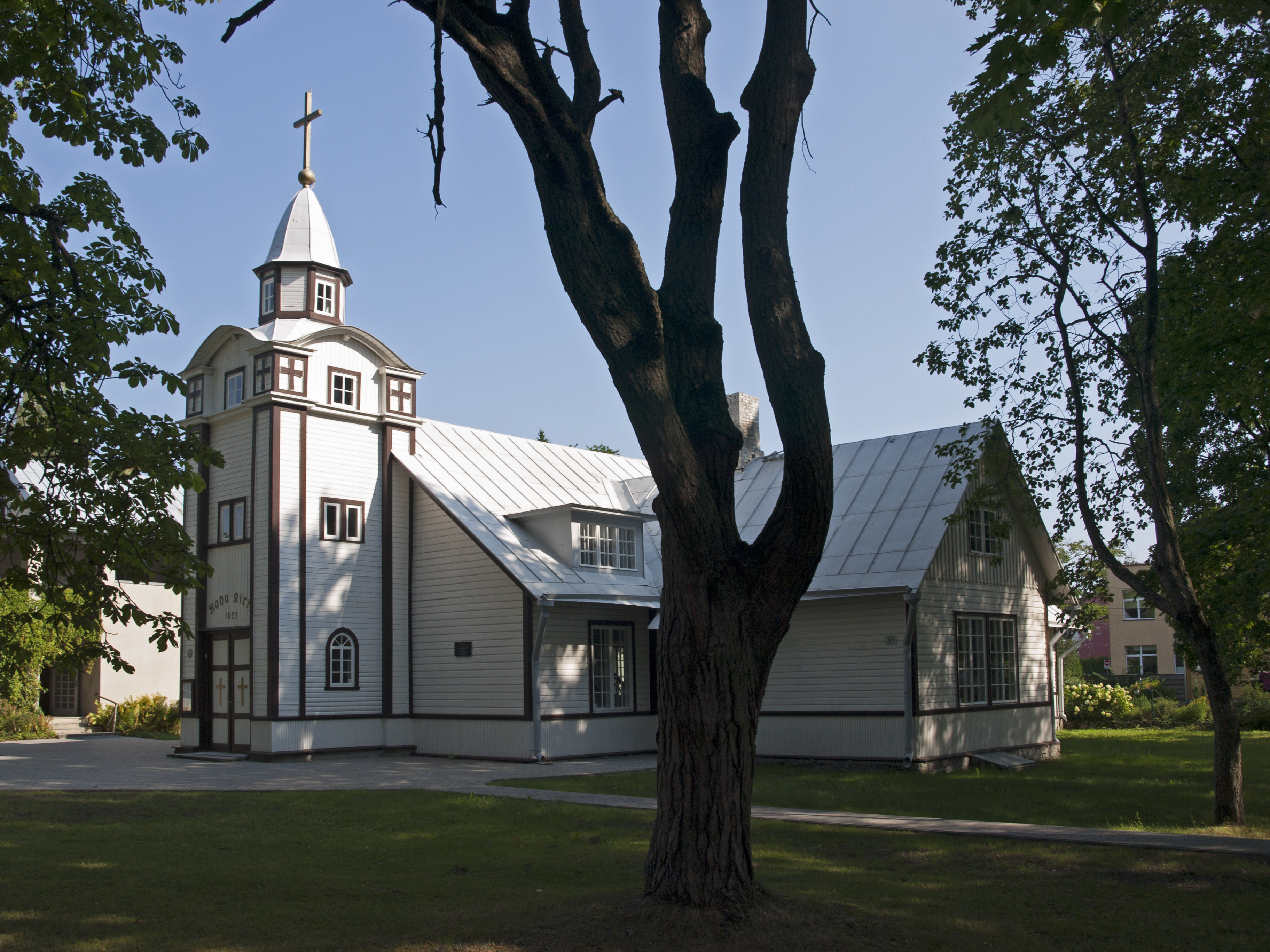
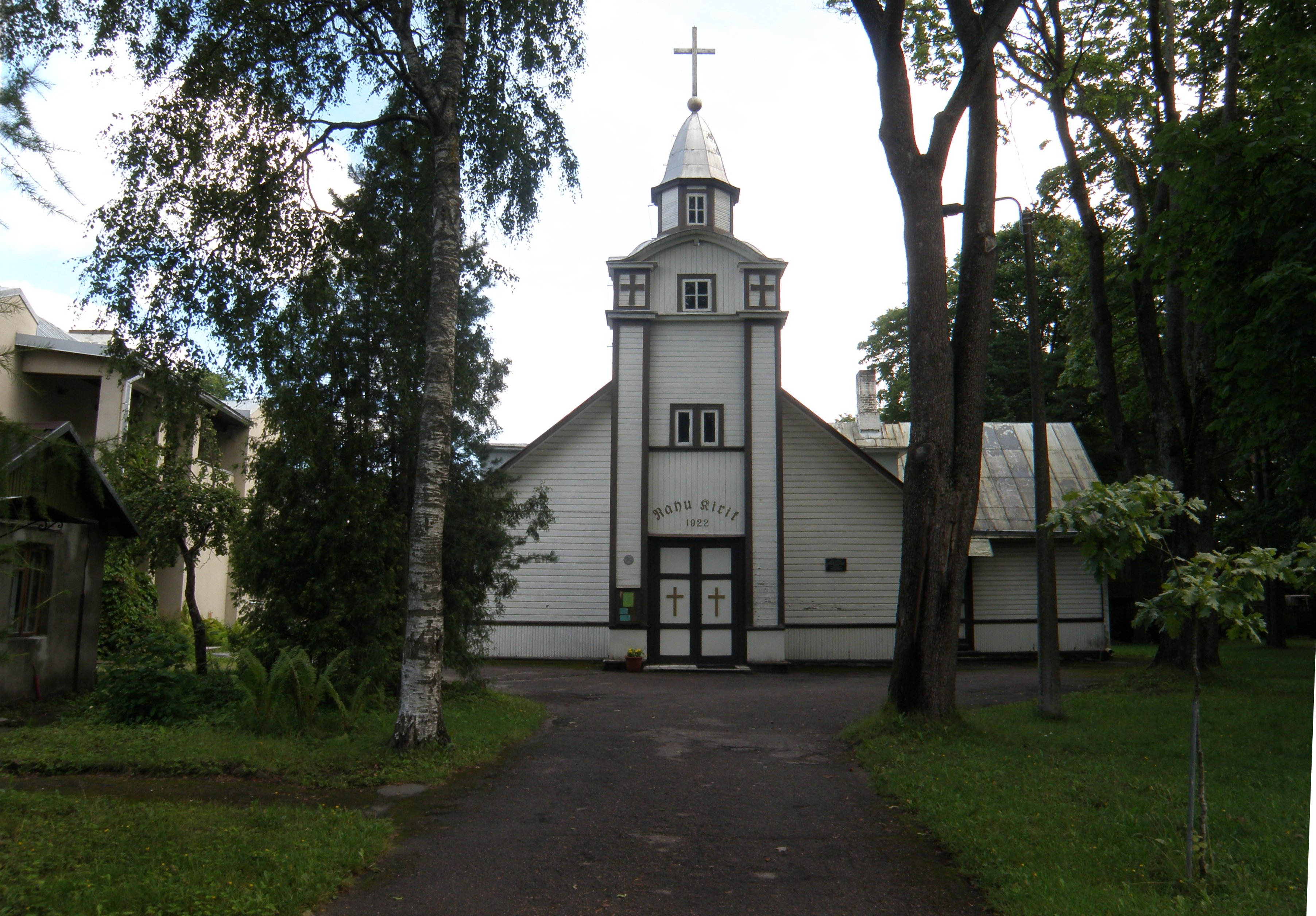